# Бокс на літніх Олімпійських іграх 2020 — кваліфікація
Кваліфікація на турнір з боксу на літніх Олімпійських іграх 2020 проходила на основі континентальних кваліфікаційних турнірів та світового кваліфікаційного турніру.

## Країни, що кваліфікувалися
| НОК                                 | Чоловіки | Чоловіки | Чоловіки | Чоловіки | Чоловіки | Чоловіки | Чоловіки | Чоловіки | Жінки | Жінки | Жінки | Жінки | Жінки | Загалом |
| НОК                                 | 52       | 57       | 63       | 69       | 75       | 81       | 91       | +91      | 51    | 57    | 60    | 69    | 75    | Загалом |
| ----------------------------------- | -------- | -------- | -------- | -------- | -------- | -------- | -------- | -------- | ----- | ----- | ----- | ----- | ----- | ------- |
| Алжир (ALG)                         | Так      |          |          |          | Так      | Так      | Так      | Так      | Так   |       | Так   |       | Так   | 8       |
| Антигуа і Барбуда (ANT)             |          |          | Так      |          |          |          |          |          |       |       |       |       |       | 1       |
| Аргентина (ARG)                     | Так      | Так      |          |          | Так      |          |          |          |       |       |       |       |       | 3       |
| Вірменія (ARM)                      | Так      |          | Так      |          | Так      |          |          |          |       |       |       |       |       | 3       |
| Австралія (AUS)                     | Так      |          | Так      |          |          | Так      |          |          |       | Так   |       |       | Так   | 5       |
| Азербайджан (AZE)                   |          | Так      | Так      | Так      |          | Так      |          | Так      |       |       |       |       |       | 5       |
| Бахрейн (BRN)                       |          |          |          |          |          |          |          | Так      |       |       |       |       |       | 1       |
| Білорусь (BLR)                      |          |          | Так      | Так      | Так      |          | Так      |          |       |       |       |       |       | 4       |
| Ботсвана (BOT)                      | Так      |          |          |          |          |          |          |          |       | Так   |       |       |       | 2       |
| Бразилія (BRA)                      |          |          | Так      |          | Так      | Так      | Так      |          | Так   | Так   | Так   |       |       | 7       |
| Болгарія (BUL)                      | Так      |          |          |          |          |          |          |          | Так   | Так   |       |       |       | 3       |
| Бурунді (BDI)                       |          |          |          |          |          |          |          |          | Так   |       |       |       |       | 1       |
| Камерун (CMR)                       |          |          |          | Так      | Так      |          |          | Так      |       |       |       |       |       | 3       |
| Канада (CAN)                        |          |          |          | Так      |          |          |          |          | Так   | Так   |       | Так   | Так   | 5       |
| Кабо-Верде (CPV)                    | Так      |          |          |          |          |          |          |          |       |       |       |       |       | 1       |
| Китай (CHN)                         | Так      |          |          |          | Так      | Так      |          |          | Так   |       |       | Так   | Так   | 6       |
| Колумбія (COL)                      | Так      | Так      |          |          |          | Так      |          | Так      | Так   | Так   |       |       |       | 6       |
| Хорватія (CRO)                      |          |          |          |          |          | Так      |          |          |       | Так   |       |       |       | 2       |
| Куба (CUB)                          | Так      | Так      | Так      | Так      |          | Так      | Так      | Так      |       |       |       |       |       | 7       |
| Демократична Республіка Конго (COD) |          |          | Так      |          | Так      |          |          |          |       | Так   | Так   |       |       | 4       |
| Домініканська Республіка (DOM)      | Так      | Так      | Так      | Так      | Так      |          |          |          | Так   |       |       | Так   |       | 7       |
| Еквадор (ECU)                       |          | Так      |          |          |          |          | Так      |          |       |       | Так   |       | Так   | 4       |
| Єгипет (EGY)                        |          |          |          |          |          | Так      |          | Так      |       |       |       |       |       | 2       |
| Сальвадор (ESA)                     |          |          |          |          |          |          |          |          |       | Так   |       |       |       | 1       |
| Свазіленд (SWZ)                     |          |          |          | Так      |          |          |          |          |       |       |       |       |       | 1       |
| Фінляндія (FIN)                     |          |          |          |          |          |          |          |          |       |       | Так   |       |       | 1       |
| Франція (FRA)                       | Так      | Так      | Так      | Так      |          |          |          | Так      |       |       | Так   |       |       | 6       |
| Грузія (GEO)                        | Так      |          |          | Так      | Так      |          |          |          |       |       |       |       |       | 3       |
| Німеччина (GER)                     |          | Так      |          |          |          |          | Так      |          |       |       |       | Так   |       | 3       |
| Гана (GHA)                          | Так      | Так      |          |          |          | Так      |          |          |       |       |       |       |       | 3       |
| Велика Британія (GBR)               | Так      | Так      | Так      | Так      |          | Так      | Так      | Так      | Так   | Так   | Так   |       | Так   | 11      |
| Гаяна (GUY)                         |          | Так      |          |          |          |          |          |          |       |       |       |       |       | 1       |
| Гаїті (HAI)                         |          |          |          |          | Так      |          |          |          |       |       |       |       |       | 1       |
| Угорщина (HUN)                      |          | Так      |          |          |          |          |          |          |       |       |       |       |       | 1       |
| Індія (IND)                         | Так      |          | Так      | Так      | Так      |          |          | Так      | Так   |       | Так   | Так   | Так   | 9       |
| Іран (IRI)                          |          | Так      |          |          | Так      |          |          |          |       |       |       |       |       | 2       |
| Ірландія (IRL)                      | Так      | Так      |          | Так      |          | Так      |          |          |       | Так   | Так   |       | Так   | 7       |
| Італія (ITA)                        |          |          |          |          |          |          |          |          | Так   | Так   | Так   | Так   |       | 4       |
| Ямайка (JAM)                        |          |          |          |          |          |          |          | Так      |       |       |       |       |       | 1       |
| Японія (JPN)                        | Так      |          |          | Так      | Так      |          |          |          | Так   | Так   |       |       |       | 5       |
| Йорданія (JOR)                      |          | Так      | Так      | Так      |          | Так      | Так      |          |       |       |       |       |       | 5       |
| Казахстан (KAZ)                     | Так      | Так      | Так      | Так      | Так      | Так      | Так      | Так      |       |       |       |       | Так   | 9       |
| Кенія (KEN)                         |          | Так      |          |          |          |          | Так      |          | Так   |       |       | Так   |       | 4       |
| Косово (KOS)                        |          |          |          |          |          |          |          |          |       |       | Так   |       |       | 1       |
| Маврикій (MRI)                      |          |          | Так      | Так      |          |          |          |          |       |       |       |       |       | 2       |
| Мексика (MEX)                       |          |          |          |          |          | Так      |          |          |       |       | Так   | Так   |       | 3       |
| Монголія (MGL)                      |          | Так      | Так      |          |          |          |          |          |       |       |       |       | Так   | 3       |
| Марокко (MAR)                       |          | Так      | Так      |          |          | Так      | Так      |          | Так   |       |       | Так   | Так   | 7       |
| Мозамбік (MOZ)                      |          |          |          |          |          |          |          |          |       |       |       | Так   | Так   | 2       |
| Намібія (NAM)                       |          |          | Так      |          |          |          |          |          |       |       |       |       |       | 1       |
| Нідерланди (NED)                    |          |          | Так      |          |          |          |          |          |       |       |       |       | Так   | 2       |
| Нова Зеландія (NZL)                 |          |          |          |          |          |          | Так      |          |       |       |       |       |       | 1       |
| Панама (PAN)                        |          |          |          |          |          |          |          |          |       |       |       |       | Так   | 1       |
| Папуа Нова Гвінея (PNG)             |          |          | Так      |          |          |          |          |          |       |       |       |       |       | 1       |
| Перу (PER)                          |          |          | Так      |          |          |          | Так      |          |       |       |       |       |       | 2       |
| Філіппіни (PHI)                     | Так      |          |          |          | Так      |          |          |          | Так   | Так   |       |       |       | 4       |
| Польща (POL)                        |          |          | Так      |          |          |          |          |          | Так   |       |       | Так   | Так   | 4       |
| Пуерто-Рико (PUR)                   | Так      |          |          |          |          |          |          |          |       |       |       |       |       | 1       |
| Румунія (ROU)                       | Так      |          |          |          |          |          |          |          |       | Так   |       |       |       | 2       |
| Збірна біженців (ROT)               |          |          | Так      |          | Так      |          |          |          |       |       |       |       |       | 2       |
| Олімпійський комітет Росії (ROC)    |          | Так      | Так      | Так      | Так      | Так      | Так      | Так      | Так   | Так   |       | Так   | Так   | 11      |
| Самоа (SAM)                         |          |          |          | Так      |          |          | Так      |          |       |       |       |       |       | 2       |
| Сербія (SRB)                        |          |          |          |          |          |          |          |          | Так   |       |       |       |       | 1       |
| Словаччина (SVK)                    |          |          |          |          | Так      |          |          |          |       |       |       |       |       | 1       |
| Сомалі (SOM)                        |          |          |          |          |          |          |          |          |       | Так   |       |       |       | 1       |
| Південна Корея (KOR)                |          |          |          |          |          |          |          |          |       | Так   | Так   |       |       | 2       |
| Іспанія (ESP)                       | Так      | Так      |          |          |          | Так      | Так      |          |       |       |       |       |       | 4       |
| Швеція (SWE)                        |          |          |          |          | Так      |          |          |          |       |       | Так   |       |       | 2       |
| Китайський Тайбей (TPE)             |          |          |          |          |          |          |          |          | Так   | Так   | Так   | Так   |       | 4       |
| Таджикистан (TJK)                   |          |          | Так      |          |          | Так      |          | Так      |       |       |       |       |       | 3       |
| Таїланд (THA)                       | Так      | Так      |          |          |          |          |          |          | Так   |       | Так   | Так   |       | 5       |
| Тринідад і Тобаго (TTO)             |          |          |          |          | Так      |          |          |          |       |       |       |       |       | 1       |
| Туніс (TUN)                         |          |          |          |          |          |          |          |          |       | Так   | Так   |       |       | 2       |
| Туреччина (TUR)                     | Так      |          | Так      |          |          | Так      |          |          | Так   |       | Так   | Так   |       | 6       |
| Уганда (UGA)                        |          |          |          | Так      | Так      |          |          |          | Так   |       |       |       |       | 3       |
| Україна (UKR)                       |          | Так      | Так      |          | Так      |          |          | Так      |       |       |       | Так   |       | 5       |
| США (USA)                           |          | Так      | Так      | Так      | Так      |          |          | Так      | Так   |       | Так   | Так   | Так   | 9       |
| Узбекистан (UZB)                    | Так      | Так      | Так      | Так      | Так      | Так      | Так      | Так      | Так   |       | Так   | Так   |       | 11      |
| Венесуела (VEN)                     | Так      |          |          | Так      |          | Так      |          |          | Так   |       |       |       |       | 4       |
| В'єтнам (VIE)                       |          | Так      |          |          |          |          |          |          | Так   |       |       |       |       | 2       |
| Замбія (ZAM)                        | Так      | Так      |          | Так      |          |          |          |          |       |       |       |       |       | 3       |
| Загалом: 81 НОК                     | 28       | 27       | 29       | 23       | 25       | 22       | 17       | 17       | 26    | 20    | 20    | 18    | 17    | 289     |

## Строки змагань
| Змагання                                      | Строки                     | Місце        |
| --------------------------------------------- | -------------------------- | ------------ |
| Африканський кваліфікаційний турнір           | 20–29 лютого 2020          | Діамніадіо   |
| Азійський і океанський кваліфікаційний турнір | 3–11 березня 2020          | Амман        |
| Європейський кваліфікаційний турнір           | 13–23 березня 2020         | Лондон       |
| Американський кваліфікаційний турнір          | 26 березня – 3 квітня 2020 | Буенос-Айрес |
| Світовий кваліфікаційний турнір AIBA 2020     | 13–20 травня 2020          | Париж        |

## Чоловіки
Олімпійська кваліфікаційна система за континентом і ваговою категорією.
| Вага    | Континентальні кваліфікаційні турніри | Континентальні кваліфікаційні турніри | Континентальні кваліфікаційні турніри | Континентальні кваліфікаційні турніри | AOB 2020 | Країна- господарка | TCI Місце | Загальна квота |
| Вага    | Африка                                | Америка                               | Аз і Ок                               | Європа                                | AOB 2020 | Країна- господарка | TCI Місце | Загальна квота |
| ------- | ------------------------------------- | ------------------------------------- | ------------------------------------- | ------------------------------------- | -------- | ------------------ | --------- | -------------- |
| 52 кг   | 3                                     | 5                                     | 6                                     | 8                                     | 4 або 5  | 0 або 1            | 1         | 28             |
| 57 кг   | 3                                     | 5                                     | 6                                     | 8                                     | 4 або 5  | 0 або 1            | 1         | 28             |
| 63 кг   | 3                                     | 5                                     | 6                                     | 8                                     | 4 або 5  | 0 або 1            | 1         | 28             |
| 69 кг   | 3                                     | 4                                     | 5                                     | 6                                     | 4 або 5  | 0 або 1            | 1         | 24             |
| 75 кг   | 3                                     | 4                                     | 5                                     | 6                                     | 4 або 5  | 0 або 1            | 1         | 24             |
| 81 кг   | 3                                     | 4                                     | 5                                     | 6                                     | 3 або 4  | 0 або 1            | 0         | 22             |
| 91 кг   | 2                                     | 3                                     | 4                                     | 4                                     | 3        | 0                  | 0         | 16             |
| +91 кг  | 2                                     | 3                                     | 4                                     | 4                                     | 3        | 0                  | 0         | 16             |
| Загалом | 22                                    | 33                                    | 41                                    | 50                                    | 31-35    | 0-4                | 5         | 186            |

### Найлегша вага (52 кг)
| Змагання                                      | Місце   | Боксери, що кваліфікувались |
| --------------------------------------------- | ------- | --- |
| Команда-господарка                            | 0 або 1 | Ріомей Танака (JPN) |
| Африканський кваліфікаційний турнір           | 3       | Мохамед Фліссі (ALG) Патрік Чініемба (ZAM) Сулеману Теттех (GHA) |
| Американський кваліфікаційний турнір          | 5       | Йосвані Вейтія (CUB) Юберхен Мартінес (COL) Янкіель Рівера (PUR) Родріго Марте (DOM) Рамон Квірога (ARG)                                                                  |
| Азійський і океанський кваліфікаційний турнір | 6       | Ху Цзяньгуань (CHN) Цітісан Палмот (THA) Аміт Пангал (IND) Шахобідін Зоїров (UZB) Алекс Вінвуд (AUS) Сакен Бібоссінов (KAZ)                                               |
| Європейський кваліфікаційний турнір           | 8       | Білал Беннама (FRA) Сахіл Алахвердові (GEO) Брендан Ірвін (IRL) Габріель Ескобар (ESP) Галал Яфай (GBR) Кориін Согомонян (ARM) Космін Гірлеану (ROU) Батухан Чіфтчі (TUR) |
| Світовий кваліфікаційний турнір AIBA 2020     | 4       | Раджаб Отукіле Магомед (BOT) Карло Паалам (PHI) Йоель Фіноль (VEN) Даніель Асенов (BUL)                                                                                   |
| Запрошення тристоронньої комісії              | 1       | Давід Даніель Де Пінья (CPV) |
| Загалом                                       | 28      | |

### Напівлегка вага (57 кг)
| Змагання                                      | Місце | Боксери, що кваліфікувались |
| --------------------------------------------- | ----- | --- |
| Команда-господарка                            | 0     | — |
| Африканський кваліфікаційний турнір           | 3     | Еверісто Муленга (ZAM) Нік Окот (KEN) Самуель Такий (GHA) |
| Американський кваліфікаційний турнір          | 5     | Лазаро Альварес (CUB) Алексіс де ла Круз (DOM) Деан Сейседо (ECU) Сейбер Авіла (COL) Мірко Куельйо (ARG)                                                               |
| Азійський і океанський кваліфікаційний турнір | 6     | Міразізбек Мірзахалілов (UZB) Мохаммед Аль-Ваді (JOR) Серік Теміржанов (KAZ) Нгуен Ван Дуонь (VIE) Даніал Шахбахш (IRI) Чатчай Бутді (THA)                             |
| Європейський кваліфікаційний турнір           | 8     | Пітер Макгейл (GBR) Роланд Галош (HUN) Самуель Кістоурі (FRA) Тайфур Алієв (AZE) Микола Буценко (UKR) Хосе Куілес (ESP) Альберт Батиргазієв (RUS) Хамзат Шадалов (GER) |
| Світовий кваліфікаційний турнір AIBA 2020     | 4     | Мохаммед Хамуд (MAR) Ерденебатин Цендбаатар (MGL) Дюк Рейган (USA) Курт Волкер (IRL)                                                                                   |
| Запрошення тристоронньої комісії              | 1     | Кеевін Аллікок (GUY) |
| Загалом                                       | 27    | |

### Легка вага (63 кг)
| Змагання                                      | Місце | Боксери, що кваліфікувались |
| --------------------------------------------- | ----- | --- |
| Команда-господарка                            | 1     | Дайсуке Наріматсу (JPN) |
| Африканський кваліфікаційний турнір           | 3     | Джонас Джуніус (NAM) Рікардо Колін (MRI) бдельхак Надір (MAR) |
| Американський кваліфікаційний турнір          | 5     | Енді Круз Гомес (CUB) Леонель де лос Сантос (DOM) Вандерсон Олівейра (BRA) Леодан Пезо (PER) Алстон Раян (ANT)                                                    |
| Азійський і океанський кваліфікаційний турнір | 6     | Ельнур Абдураїмов (UZB) Закір Сафіуллін (KAZ) Чінзоріг Баатарсух (MGL) Обада Аль-Касбех (JOR) Маніш Каушік (IND) Баходур Усмонов (TJK)                            |
| Європейський кваліфікаційний турнір           | 8     | Люк Маккормак (GBR) Габіль Мамедов (RUS) Даміан Дуркач (POL) Енріко Лакруз (NED) Дмитро Асанов (BLR) Джавід Челебієв (AZE) Соф'ян Уміа (FRA) Ярослав Харциз (UKR) |
| Світовий кваліфікаційний турнір AIBA 2020     | 4     | Фістон Мбая Мулумба (COD) Гаррісон Гарсайд (AUS) Кейшон Девіс (USA) Оганес Бачков (ARM)                                                                           |
| Запрошення тристоронньої комісії              | 1     | Джон Уме (PNG) |
| Запрошення                                    | 1     | Вессам Саламана (ROT) |
| Загалом                                       | 29    | |

### Напівсередня вага (69 кг)
| Змагання                                      | Місце | Боксери, що кваліфікувались |
| --------------------------------------------- | ----- | --- |
| Команда-господарка                            | 0     | — |
| Африканський кваліфікаційний турнір           | 3     | Стівен Замба (ZAM) Альберт Менгуе (CMR) Шадірі Бвогі (UGA)                                                                        |
| Американський кваліфікаційний турнір          | 4     | Роніель Іглесіас (CUB) Роган Полансо (DOM) Деланте Джонсон (USA) Габріель Маестре (VEN)                                           |
| Азійський і океанський кваліфікаційний турнір | 5     | Зеяд Ішаіш (JOR) Вікас Крішан Ядав (IND) Бобо-Усмон Батуров (UZB) Аблайхан Жуссупов (KAZ) Севон Оказава (JPN)                     |
| Європейський кваліфікаційний турнір           | 6     | Пет Маккормак (GBR) Айдан Волш (IRL) Лоренсо Сотомайор (AZE) Андрій Замковий (RUS) Ескерхан Мадієв (GEO) Олександр Родіонов (BLR) |
| Світовий кваліфікаційний турнір AIBA 2020     | 4     | Мервен Клейр (MRI) Маріон Фаустіно Аг Тонг (SAM) Ваят Сенфорд (CAN) Євген Барабанов (UKR) Некат Екінчі (TUR)                      |
| Запрошення тристоронньої комісії              | 1     | Табісо Селбі Дламіні (SWZ) |
| Загалом                                       | 23    | |

### Середня вага (75 кг)
| Змагання                                      | Місце | Боксери, що кваліфікувались |
| --------------------------------------------- | ----- | --- |
| Команда-господарка                            | 1     | Юїто Морівакі (JPN) |
| Африканський кваліфікаційний турнір           | 3     | Юнес Немучі (ALG) Девід Тшама (COD) Вілфред Нценгуе (CMR)                                                                        |
| Американський кваліфікаційний турнір          | 4     | Еберт Консейсан (BRA) Еурі Седеньо (DOM) Франциско Верон (ARG) Аарон Прінс (TTO)                                                 |
| Азійський і океанський кваліфікаційний турнір | 5     | Еумір Марсіаль (PHI) Абільхан Аманкул (KAZ) Ашіш Кумар (IND) Таньглатіхан Тухетабіке (CHN) Шахін Мусаві (IRI)                    |
| Європейський кваліфікаційний турнір           | 6     | Гліб Бакши (ROC) Андрей Чемеш (SVK) Арман Дарчінян (ARM) Олександр Хижняк (UKR) Віталій Бондаренко (BLR) Георгій Карабадзе (GEO) |
| Світовий кваліфікаційний турнір AIBA 2020     | 4     | Кавума Давід Ссемуджу (UGA) Фанат Кахрамонов (UZB) Трой Іслей (USA) Адам Чартой (SWE)                                            |
| Запрошення тристоронньої комісії              | 1     | Даррел Валсейнт-мл (HAI) |
| Запрошення                                    | 1     | Елдрік Селла Родрігес (ROT) |
| Загалом                                       | 25    | |

### Напівважка вага (81 кг)
| Змагання                                      | Місце | Боксери, що кваліфікувались |
| --------------------------------------------- | ----- | --- |
| Команда-господарка                            | 0     | — |
| Африканський кваліфікаційний турнір           | 3     | Абдельрахман Орабі (EGY) Мохаммед Умрі (ALG) Мохамед Ассагір (MAR)                                                                |
| Американський кваліфікаційний турнір          | 4     | Арлен Лопес (CUB) Кено Мачадо (BRA) Налек Корбай (VEN) Хорхе Вівас (COL)                                                          |
| Азійський і океанський кваліфікаційний турнір | 5     | Бекзад Нурдаулетов (KAZ) Пауло Аокусо (AUS) Одай Аль-Хіндаві (JOR) Чен Даксян (CHN) Шаббос Негматуллоєв (TJK)                     |
| Європейський кваліфікаційний турнір           | 6     | Бенджамін Віттакер (GBR) Газімагомед Жалідов (ESP) Лука Плантич (CRO) Лорен Альфонсо (AZE) Емметт Бреннан (IRL) Імам Хатаєв (RUS) |
| Світовий кваліфікаційний турнір AIBA 2020     | 4     | Шакул Самед (GHA) Дільшодбек Рузметов (UZB) Рожеліо Ромеро (MEX) Байрам Малкан (TUR)                                              |
| Загалом                                       | 22    | |

### Важка вага (91 кг)
| Змагання                                      | Місце | Боксери, що кваліфікувались                                                                           |
| --------------------------------------------- | ----- | --- |
| Африканський кваліфікаційний турнір           | 2     | Абдельхафід Бенхабла (ALG) Юнесс Баалла (MAR)                                                         |
| Американський кваліфікаційний турнір          | 3     | Хуліо Кастільйо (ECU) Хуліо Сезар Ла Круз (CUB) Абнер Тейшейра (BRA)                                  |
| Азійський і океанський кваліфікаційний турнір | 4     | Василь Левіт (KAZ) Девід Нійка (NZL) Хуссейн Ішаіш (JOR) Санжар Турсунов (UZB)                        |
| Європейський кваліфікаційний турнір           | 4     | Муслім Гаджімагомедов (ROC) Чевон Кларк (GBR) Аммар Абдуляаббар (GER) Еммануль Реєс (ESP)             |
| Світовий кваліфікаційний турнір AIBA 2020     | 4     | Еллі Аджові Очола (KEN) Ато Продзіцкі-Фаоагалі (SAM) Хоск Марія Лукар (PER) Владислав Смягліков (BLR) |
| Загалом                                       | 17    | |

### Надважка вага (+91 кг)
| Змагання                                      | Місце | Боксери, що кваліфікувались                                                                                                  |
| --------------------------------------------- | ----- | --- |
| Африканський кваліфікаційний турнір           | 2     | Максім Єгнон (CMR) Хуаіб Булодінат (ALG)                                                                                     |
| Американський кваліфікаційний турнір          | 3     | Даніель Перо (CUB) Річард Торрез (USA) Крістіан Сальцедо (COL)                                                               |
| Азійський і океанський кваліфікаційний турнір | 4     | Баходір Джалолов (UZB) Джастін Уні (AUS) Леуіла Мау'у (NZL) Сійовуш Зухуров (TJK) Сатіш Кумар (IND) Камшибек Кункабаєв (KAZ) |
| Європейський кваліфікаційний турнір           | 4     | Іван Вер'ясов (RUS) Мухаммад Абдуллаєв (AZE) Фрейзер Кларк (GBR) Мурад Аллієв (FRA)                                          |
| Світовий кваліфікаційний турнір AIBA 2020     | 4     | Юсрі Хафез (EGY) Деніс Латипов (BRN) Рікардо Браун (JAM) Цотне Рогава (UKR)                                                  |
| Загалом                                       | 17    | |

## Жінки
Олімпійська кваліфікаційна система за континентом і ваговою категорією.
| Вага    | Континентальні кваліфікаційні турніри | Континентальні кваліфікаційні турніри | Континентальні кваліфікаційні турніри | Континентальні кваліфікаційні турніри | AOB 2020 | Країна- господарка | TCI Місце | Загальна квота |
| Вага    | Африка                                | Америка                               | Аз і Ок                               | Європа                                | AOB 2020 | Країна- господарка | TCI Місце | Загальна квота |
| ------- | ------------------------------------- | ------------------------------------- | ------------------------------------- | ------------------------------------- | -------- | ------------------ | --------- | -------------- |
| 51 кг   | 3                                     | 4                                     | 6                                     | 6                                     | 5 або 6  | 0 або 1            | 1         | 26             |
| 57 кг   | 2                                     | 3                                     | 4                                     | 6                                     | 3 або 4  | 0 або 1            | 1         | 20             |
| 60 кг   | 2                                     | 3                                     | 4                                     | 6                                     | 3 або 4  | 0 або 1            | 1         | 20             |
| 69 кг   | 2                                     | 3                                     | 4                                     | 5                                     | 3 або 4  | 0 або 1            | 0         | 18             |
| 75 кг   | 2                                     | 3                                     | 4                                     | 4                                     | 3        | 0                  | 0         | 16             |
| Загалом | 11                                    | 16                                    | 22                                    | 27                                    | 19-21    | 0-2                | 3         | 100            |

### Найлегша вага (51 кг)
| Змагання                                      | Місце | Боксери, що кваліфікувались |
| --------------------------------------------- | ----- | --- |
| Команда-господарка                            | 0     | — |
| Африканський кваліфікаційний турнір           | 3     | Румайса Булам (ALG) Рабаб Чеддар (MAR) Крістіан Онгаре (KEN)                                                                             |
| Американський кваліфікаційний турнір          | 4     | Інгріт Валенсія (COL) Габріеле Хесус Де Соуза (BRA) Вірджинія Фукс (USA) Ірісмар Кордосо (VEN)                                           |
| Азійський і океанський кваліфікаційний турнір | 6     | Хуань Хсяо Вень (CHN) Тсукімі Намікі (JPN) Чань Юань (CHN) Мері Ком (IND)                                                                |
| Європейський кваліфікаційний турнір           | 6     | Бусеназ Чакироглу (TUR) Чарлі Девісон (GBR) Стойка Крастева (BUL) Джордана Саррентіно (ITA) Світлана Солуянова (RUS) Сандра Драбік (POL) |
| Світовий кваліфікаційний турнір AIBA 2020     | 5     | Катрін Нанзірі (UGA) Ютамас Їтпонг (THA) Мігеліна Ернандес (DOM) Ніна Радованович (SRB) Нгіен Ті Там (VIE)                               |
| Запрошення тристоронньої комісії              | 1     | Омелла Гавіарімана (BDI) |
| Запрошення                                    | 1     | Менді Бужолд (CAN) |
| Загалом                                       | 26    | |

### Напівлегка вага (57 кг)
| Змагання                                      | Місце | Боксери, що кваліфікувались                                                                                                  |
| --------------------------------------------- | ----- | --- |
| Команда-господарка                            | 0     | — |
| Африканський кваліфікаційний турнір           | 2     | Хулуд Хлімі (TUN) Кемогенце Кеносі (BOT)                                                                                     |
| Американський кваліфікаційний турнір          | 3     | Каролін Вейре (CAN) Єні Аріас (COL) Жусіелен Ромеу (BRA)                                                                     |
| Азійський і океанський кваліфікаційний турнір | 4     | Сена Іріє (JPN) Ім Ае Джі (KOR) Скай Ніколсон (AUS) Лін Ю Тінь (TPE)                                                         |
| Європейський кваліфікаційний турнір           | 6     | Ірма Теста (ITA) Станіміра Петрова (BUL) Мікаела Волш (IRL) Марія Нихита (ROU) Ніколіна Чачич (CRO) Каррісс Артінгстол (GBR) |
| Світовий кваліфікаційний турнір AIBA 2020     | 4     | Марселат Сакобі Матшу (COD) Несті Петесіо (PHI) Ямілет Солорзано (ESA) Людмила Воронцова (RUS)                               |
| Запрошення тристоронньої комісії              | 1     | Рамла Алі (SOM) |
| Загалом                                       | 20    | |

### Легка вага (60 кг)
| Змагання                                      | Місце | Боксери, що кваліфікувались                                                                                                |
| --------------------------------------------- | ----- | --- |
| Команда-господарка                            | 0     | — |
| Африканський кваліфікаційний турнір           | 2     | Імане Хеліф (ALG) Маріем Хурані (TUN)                                                                                      |
| Американський кваліфікаційний турнір          | 3     | Беатірс Феррейра (BRA) Рашіда Елліс (USA) Есмеральда Фалькон (MEX)                                                         |
| Азійський і океанський кваліфікаційний турнір | 4     | Ох Йон Джі (KOR) Судапорн Сісонді (THA) Ву Ші Ї (TPE) Сімраньїт Каур (IND)                                                 |
| Європейський кваліфікаційний турнір           | 6     | Каролін Дюбуа (GBR) Есра Їлдіз (TUR) Агнес Алексіссон (SWE) Келлі Гаррінтон (IRL) Ребекка Ніколі (ITA) Маїва Гамадуч (FRA) |
| Світовий кваліфікаційний турнір AIBA 2020     | 4     | Наомі Юмба Терезе (COD) Райхона Кодірова (UZB) Марія Хосе Паласіос (ECU) Міра Потконен (FIN)                               |
| Запрошення тристоронньої комісії              | 1     | Доньєта Садіку (KOS) |
| Загалом                                       | 20    | |

### Напівсередня вага (69 кг)
| Змагання                                      | Місце | Боксери, що кваліфікувались                                                                             |
| --------------------------------------------- | ----- | --- |
| Команда-господарка                            | 0     | — |
| Африканський кваліфікаційний турнір           | 2     | Умайма Бель Ахбіб (MAR) Ацінда Пангуана (MOZ)                                                           |
| Американський кваліфікаційний турнір          | 3     | Оше Джонс (USA) Міріам да Сілва (CAN) Марія Моронта (DOM)                                               |
| Азійський і океанський кваліфікаційний турнір | 4     | Чень Няньдзинь (TPE) Бейсон Манікон (THA) Гу Хон (CHN) Ловліна Боргохайн (IND)                          |
| Європейський кваліфікаційний турнір           | 5     | Бусеназ Сюрменелі (TUR) Анджела Каріні (ITA) Анна Лисенко (UKR) Надін Апец (GER) Саадат Далгатова (RUS) |
| Світовий кваліфікаційний турнір AIBA 2020     | 4     | Елізабет Акіні (KEN) Шахноза Янусова (UZB) Бріанда Круз (MEX) Кароліна Кожевська (POL)                  |
| Загалом                                       | 18    | |

### Середня вага (75 кг)
| Змагання                                      | Місце | Боксери, що кваліфікувались                                                              |
| --------------------------------------------- | ----- | ---------------------------------------------------------------------------------------- |
| Африканський кваліфікаційний турнір           | 2     | Хадійя Ель-Марді (MAR) Реді Грамане (MOZ)                                                |
| Американський кваліфікаційний турнір          | 3     | Таммара Тіболт (CAN) Наомі Грем (USA) Афіна Бейлон (PAN)                                 |
| Азійський і океанський кваліфікаційний турнір | 4     | Лі Цянь (CHN) Пуя Рані (IND) Надія Рябець (KAZ) Кейтлін Паркер (AUS)                     |
| Європейський кваліфікаційний турнір           | 4     | Лоурен Прайс (GBR) Земфіра Магомедалієва (RUS) Аойф Орурк (IRL) Нушка Фонтейн (NED)      |
| Світовий кваліфікаційний турнір AIBA 2020     | 4     | Ічрак Хаїб (ALG) Монхбатин Міягмар'яргаль (MGL) Еріка Пахіто (ECU) Елзабета Войцік (POL) |
| Загалом                                       | 17    |                                                                                          |